# Mecas
Mecas is een kevergeslacht uit de familie van de boktorren (Cerambycidae). De wetenschappelijke naam van het geslacht werd voor het eerst geldig gepubliceerd in 1852 door LeConte.

## Soorten
Mecas omvat de volgende soorten:
- Mecas rotundicollis (Thomson, 1868)
- Mecas sericeus Thomson, 1864
- Mecas albovitticollis Breuning, 1955
- Mecas ambigena Bates, 1881
- Mecas bicallosa Martin, 1924
- Mecas cana (Newman, 1840)
- Mecas cineracea Casey, 1913
- Mecas cinerea (Newman, 1840)
- Mecas cirrosa Chemsak & Linsley, 1973
- Mecas confusa Chemsak & Linsley, 1973
- Mecas femoralis (Haldeman, 1847)
- Mecas humeralis Chemsak & Linsley, 1973
- Mecas linsleyi Knull, 1975
- Mecas marginella LeConte, 1873
- Mecas marmorata Gahan, 1892
- Mecas menthae Chemsak & Linsley, 1973
- Mecas obereoides Bates, 1881
- Mecas pergrata (Say, 1824)